# Luigi Rovigatti
Luigi Rovigatti (ur. 23 kwietnia 1912 w Monzy, zm. 13 stycznia 1975 w Rzymie) – włoski duchowny rzymskokatolicki, biskup pomocniczy diecezji Civitavecchia i Tarquinia oraz Porto i Santa Rufiny, administrator apostolski Civitavecchii i Tarquinii, wicegerent Rzymu.

## Biografia
1 grudnia 1935 otrzymał święcenia prezbiteriatu i został kapłanem diecezji rzymskiej.
23 maja 1966 papież Paweł VI mianował go biskupem pomocniczym diecezji Civitavecchia i Tarquinia oraz biskupem tytularnym segermezyjskim. 29 czerwca 1966 przyjął sakrę biskupią z rąk wikariusza generalnego Rzymu kard. Luigiego Traglii. Współkonsekratorami byli wicegerent Rzymu abp Ettore Cunial oraz biskup Civitavecchii i Tarquinii Giulio Bianconi.
11 maja 1968 został biskupem pomocniczym diecezji Porto i Santa Rufina. 30 sierpnia 1969 został ponadto administratorem apostolskim diecezji Civitavecchii i Tarquinii. Oba te urzędy sprawował do 10 lutego 1973.
10 lutego 1973 został mianowany wicegerentem Rzymu oraz arcybiskupem tytularnym Aquavivy. Stanowisko to sprawował do śmierci 13 stycznia 1975.